# Effet Einstein-de Sitter
L'effet Einstein-de Sitter ou, simplement, l'effet (de) de Sitter, est la précession, d'origine relativiste, de l'axe de rotation d'un corps en orbite autour d'un objet massif.
La déformation ('creusement') de l'espace-temps autour de cet objet engendre une inclinaison du corps en orbite, ainsi que l'illustre le film joint.
Lorsque l'orbite du corps est circulaire, la vitesse angulaire de précession, notée Ω, est donnée par :
{\displaystyle \Omega ={\frac {3c_{0}}{2r}}\left({\frac {GM}{c_{0}^{2}r}}\right)^{\frac {3}{2}}={\frac {3c_{0}}{2r}}\left({\frac {R_{\mathrm {S} }}{2r}}\right)^{\frac {3}{2}}},
où :
- {\displaystyle r} est le rayon de l'orbite,
- {\displaystyle M} est la masse de l'objet attracteur,
- {\displaystyle c_{0}} est la vitesse de la lumière dans le vide,
- {\displaystyle G} est la constante de la gravitation,
- {\displaystyle R_{\mathrm {S} }} est le rayon de Schwarzschild.

## Historique
La précession a été prédite en 1916 par Willem de Sitter (1872-1934) et a été vérifiée expérimentalement en 1988.

## Notions connexes
L'effet Einstein-de Sitter est appelé précession géodésique ou précession géodétique en raison de sa ressemblance avec la précession de Thomas.
Lorsque l'objet attracteur est lui-même en rotation, une seconde précession — appelée effet Lense-Thirring — s'ajoute à l'effet Einstein-de Sitter.